# Nature morte au lierre
Nature morte au lierre est un tableau réalisé par le peintre français Henri Matisse en 1916. Cette huile sur toile est une nature morte qui représente des fruits et une statuette de femme nue autour d'un vase contenant du lierre grimpant. Don d'Adèle et George Besson en 1963, l'œuvre fait partie des collections du musée national d'Art moderne, à Paris. Depuis janvier 1972, elle se trouve en dépôt au musée des Beaux-Arts et d'Archéologie de Besançon, à Besançon.